# ترت کنراد هوی
 ترت کنراد هوی (انگلیسی: Treat Conrad Huey؛ زادهٔ ۲۸ اوت ۱۹۸۵) یک تنیس‌باز اهل فیلیپین است.